# 梁山貨物駅
梁山貨物駅（ヤンサナムルえき）は大韓民国慶尚南道梁山市にある、韓国鉄道公社（KORAIL）梁山貨物線の駅（貨物駅）である。

## 歴史
- 2006年5月10日 - 梁山貨物線開業に伴い営業開始。

## 駅周辺
- 梁山貨物ターミナル
- 中央高速道路支線勿禁IC

## 隣の駅
韓国鉄道公社
梁山貨物線（貨物線）
勿禁駅 - 梁山貨物駅